# 东城街道 (赤峰市)
东城街道，是中华人民共和国内蒙古自治区赤峰市红山区下辖的一个乡镇级行政单位。

## 行政区划
东城街道下辖以下地区：
华源社区、红山社区、大营社区、植物园社区、富龙社区和千禧社区。